# PRIDE 33
PRIDE 32: The Second Coming fue un evento de artes marciales mixtas producido por PRIDE Fighting Championships, celebrado el 24 de febrero de 2007 en el Thomas & Mack Center de Las Vegas, Nevada, Estados Unidos.

## Resultados
1. ↑  Por el Campeonato Mundial de Peso Medio del PRIDE FC.
2. ↑  Originalmente una victoria por sumisión para Díaz; Más tarde, la Comisión Atlética del Estado de Nevada lo cambió a no contest después de que Díaz diera positivo por marihuana en una prueba de drogas posterior a la pelea.